# Batailleuse (1917)
Pour les articles homonymes, voir Batailleuse (homonymie).
La Batailleuse est une canonnière, de lutte anti-sous-marine de la Marine française, de classe Ardent. Elle a également été classée successivement comme dragueur de mines et comme aviso.

## Conception
La Batailleuse a une longueur de 60,20 mètres, un maître-bau de 7,20 mètres, un tirant d'eau de 2,90 mètres. Ses machines ont une puissance de 2500 ch, la propulsant à la vitesse maximale de 17 nœuds. Son armement se compose de deux canons de 100 mm et de grenades anti-sous-marines. Son équipage est de 55 hommes.

## Historique
La Batailleuse est construite aux Chantiers et Ateliers de Provence à Port-de-Bouc. Sa construction commence en 1916. Elle est lancée en 1917, livrée et mise en service la même année.

### Première Guerre mondiale
En 1917-1918, la Batailleuse effectue des escortes et des patrouilles en baie de Biscarrosse,. Elle finit la Première Guerre mondiale dans ces missions.

### Entre-deux-guerres
À partir de 1919, elle est affectée au dragage des mines au large des côtes françaises de la mer du Nord,. En 1919, elle est affectée à l’Escadrille de dragage de Gascogne, alors commandée par le lieutenant de vaisseau Raymond Joseph Marie de Sèze. Au plan administratif, la Batailleuse a été considérée comme un bâtiment armé en guerre durant quatre périodes distinctes :
- du 15 août 1917 au 22 avril 1918 ;
- du 30 mai 1918 au 8 février 1919 ;
- du 18 avril au 16 août 1919 ;
- du 29 septembre au 24 octobre 1919 (cf. circulaire du 25 avril 1922 établissant la Liste des bâtiments et formations ayant acquis, du 3 août 1914 au 24 octobre 1919, le bénéfice du double en sus de la durée du service effectif (Loi du 16 avril 1920, articles 10, 12, 13.) §. A. Bâtiments de guerre et de commerce. Bulletin officiel de la Marine 1922, n°14, pp.720 et 726.)[4].

Le 16 juin 1923, lors des obsèques officielles de l’écrivain et officier de marine Pierre Loti, elle remorque à Rochefort-sur-Mer la chaloupe portant le cercueil. Elle est escortée par l’aviso Chamois et par quatre torpilleurs de haute mer, venus spécialement de Brest,. La Batailleuse prend en remorque la chaloupe à l’arsenal de Rochefort, où le corps a été embarqué, et la conduit à Boyardville, accompagné d’une soixantaine de personnes. Le cercueil est débarqué à Boyardville et chargé dans un fourgon automobile qui le transporte à Saint-Pierre-d'Oléron où a lieu l’inhumation, dans le petit bois de la « Maison des Aïeules », où Pierre Loti avait fait préparer sa tombe depuis longtemps,. Cependant, certaines sources donnent une version différente et attribuent à la Batailleuse un rôle moins important. Le cercueil aurait été embarqué à bord de l'aviso Chamois. La Batailleuse n’aurait fait que transporter les invités et suivre depuis Rochefort le Chamois qui a descendu la Charente, retrouvant à l'estuaire du fleuve les quatre torpilleurs de haute mer (le Sakalave, l'Algérien, l'Arabe et le Kabyle) qui l'y attendaient pour l’escorter jusqu’à l'île d'Oléron et la rade de Boyardville.
En 1924, la Batailleuse est reclassée comme aviso. Elle redevient canonnière en 1925 puis de nouveau aviso en 1929. À partir de juillet 1932, elle assure le dragage de la zone entre Saint-Malo et le cap Fréhel. Elle est désarmée le 5 août 1937.